# گودو (پلا)
گودو شهری در شهرستان پلا در استان بولکیمده در بورکینافاسوی غربی مرکزی است جمعیت آن ۱۵۴۹ نفر است.